# Bernhard Dechant
Bernhard Dechant (geboren am 20. September 1976 in Wien) ist ein österreichischer Schauspieler und Regisseur.

## Leben und Werk
Dechant spielte von 1990 bis 1993 als Kinder- und Jugenddarsteller am Wiener Burgtheater und im Theater in der Josefstadt. Von 1997 bis 2000 studierte er Psychologie an der Universität Wien und von 2000 bis 2003 Schauspiel. Er war von 2004 bis 2008 Ensemblemitglied am Theaterhaus Jena. Für das Jahr 2009 wurde er von Christoph Schlingensief als Stipendiat für das Fach Regie an der Akademie Schloss Solitude in Stuttgart ausgewählt. Als Schauspieler arbeitete er unter anderem mit Alice Buddeberg,  Christine Eder, Eike Hannemann, Markus Heinzelmann, Peter Kern, norton.commander.productions, Claus Peymann, Michael Schachermaier, Tomas Schweigen und Hartmut Wickert.
Unter dem Titel Die schweigende Mehrheit sagt JA! initiierte Dechant mit der Regisseurin Tina Leisch, der Schauspielerin Natalie Assmann und weiteren Aktivisten und Künstlern (darunter die Sängerin Gustav, die Schauspieler Claudia Kottal, Pippa Galli und Nikolaus Habjan, die Regisseure Nina C. Gabriel und Markus Kupferblum, sowie die Autoren Eva Schörkhuber und Alma Hadžibeganović) im Juli 2015 eine Dauermahnwache "für eine humanere Flüchtlingspolitik" vor der Wiener Staatsoper.
Zusammen mit  Tina Leisch   inszenierte er im September 2015 „Schutzbefohlene performen Jelineks Schutzbefohlene“ mit 40 Flüchtlingen aus dem Erstaufnahmelager Traiskirchen und wurde dafür mit einem Extra-Nestroypreis und dem Preis der Freien Szene Wien 2016 ausgezeichnet. In dem zusammen mit  Tina Leisch  und 40 weiteren Künstlern entwickelten „Traiskirchen. Das Musical“ (Premiere im Rahmen der Wiener Festwochen im Volkstheater am 9. Juni 2017) wurden die Ereignisse des Sommers 2015 sarkastisch auf die Bühne gestellt. Im Mai und Juni 2018 betrieb Dechant im Wiener Vorstadtbezirk Floridsdorf eine „HeldInnenzentrale“, von der aus die „1210er-SuperheldInnen“ den Bezirk bespielten. Dechant verkörpert auch weiterhin in Aktionen und Interventionen im öffentlichen Raum den roten Superhelden „DaRode“.
Dechant lebt als freier Schauspieler und Regisseur in Wien.

## Eigene Projekte (Regie)
- 2006 Die Thomas Münzershow – Jena
- 2007 Don Quichote – Jena, Dresden, Berlin, Wien
- 2008 Amok  – Jena
- 2009 Kinski eine Zustandsbeschreibung – Performance von und mit Klaus Kinski – Wien, Jena, Stuttgart, München, Dresden, Graz
- 2010 Aktion Sorgenkind – Jena, Stuttgart, Karlsruhe, Basel.
- 2012 Gaddafi das Musical – Stuttgart
- 2014 Kompromisslos in den Untergang. Nach Oskar Werner – Wien
- 2015 Schutzbefohlene performen Jelineks Schutzbefohlene – Wien
- 2017 Traiskirchen. Das Musical – Wien
- 2017 wirkommen.at Die 1210er-SuperheldInnen von der HeldInnenzentrale – Wien – Floridsdorf

## Auszeichnungen
- 2008 Publikumspreis des 100 Grad Festivals in Berlin
- 2010 Förderpreis der LAG Soziokultur Thüringen KulturRiese 2010
- 2013 Gewinner des Monospektakels Reutlingen mit "Braveheart"
- 2015: Nestroy-Theaterpreis  in der Kategorie Beste Off-Produktion für Proletenpassion 2015 ff (Regie: Christine Eder)
- 2015: Nestroy-Theaterpreis Extrapreis für "Schutzbefohlene performen Jelineks Schutzbefohlene"
- 2016: Preis der Freien Szene Wien für "Schutzbefohlene performen Jelineks Schutzbefohlene"
- 2017: Dorothea-Neff-Preis   für "Traiskirchen. Das Musical"
- 2024: Nestroy-Theaterpreis: Spezialpreis für Oskar Werner – Kompromisslos in die Wiedergeburt[3]